# Иван Кутевски
Иван Владимиров Кутевски е български актьор и PR експерт.

## Произход
Роден е на 18 август 1946 г. в град Ловеч. Баща му и дядо му са от фабрикантски родове, пострадали от национализацията.

## Професия
През 80-те години участва в дублажи на филми за Българската телевизия.
Заедно с Николай Николаев след 1990 г. няколко години работи в Италия и Франция. После за известно време е в трупата на „Сълза и смях“, която се разпада. Връща се в Драматичен театър „Н. О. Масалитинов“ в Пловдив.
Инициатор за създаването на играе кафе-театъра на хотел „София“, сега Радисън.
Иван Кутевски е най-дълго звучалият глас на държавна институция.[ неясно? ] Четири години и половина той е неотлъчно до шефовете на митниците. Първо отговаря връзките с медиите на Христо Кулишев, после на временната началничка Елка Владова, после на Пламен Минев.

## Телевизионен театър
- „Виновно време“ (1989) (от Марко Семов, реж. Хараламби Младенов)
- „Харолд и Мод“ (1978) (от Колин Хигинс, реж. Хачо Бояджиев) – сержант Допел
- „Тайната на младостта“ (1972) (Миклош Дярваш)

## Филмография
| Година | Филми/Сериали                | Серии  | Копродукции     | Роля                                             |
| ------ | ---------------------------- | ------ | --------------- | ------------------------------------------------ |
| 1989   | Мъже без мустаци             | 6      |                 |                                                  |
| 1988   | Голямата игра (Большая игра) | 6      | СССР / България |                                                  |
| 1987   | Патилата на Спас и Нели      |        |                 | бащата                                           |
| 1980   | Спилитим и Рашо              | 20     |                 | (в 7-а серия: „Сговорна дружина“)                |
| 1981   | Баш майсторът фермер         |        |                 | Член на ветеринарната комисия                    |
| 1981   | Морава звезда кървава        |        |                 |                                                  |
| 1979   | Двойникът                    |        |                 |                                                  |
| 1977   | Два пъти ура за ваканцията   | 3 нов. |                 | (в 1-та: „Два пъти ура за ваканцията“)           |
| 1975   | Двамата от джунглата         |        |                 | партизанинът                                     |
| 1974   | Изкуствената патица          |        |                 | Георгиев                                         |
| 1974   | Синята лампа                 | 10     |                 | приятелят на лейтенант Велев (епизод „Амфората“) |
| 1972   | Обич                         |        |                 |                                                  |
| 1970   | Сбогом, приятели!            |        |                 | Андрей Хранов                                    |